# Zombi
Zombi je fiktivno bitje brez lastne volje, lahko je živo bitje ali oživljen mrtvec pod nadzorom nekoga drugega s pomočjo magije. Legende o ljudeh, ki jih imajo pod popolno oblastjo čarovniki in jih uporabljajo za delovno silo, izhajajo iz vudujske mitologije. Podoba zombijev kot razpadajočih, opotekajočih se nemrtvih ljudi ali živali (npr. psov), ki jedo človeško meso, je popularna v zahodni kulturi, predvsem na račun kultnega filma Georgea A. Romera z naslovom Noč živih mrtvecev (Night of the Living Dead, 1968). Nemrtvi, ki jedo meso živih, se sicer pojavljajo v literaturi že od davnine - omenja jih med drugim 4000 let star Ep o Gilgamešu.
Sčasoma se je na podlagi uspeha Romerovega filma razvil celoten žanr grozljivk z zombiji kot glavnim elementom. V novejših delih so zombiji lahko prikazani tudi kot gibčna bitja z nekoliko več iznajdljivosti kot v izvirnih upodobitvah, kjer so bili zombiji ljudem nevarni predvsem zaradi številčnosti in neusmiljene vztrajnosti. Pogost scenarij za napad zombijev so postapokaliptične zgodbe o pandemiji nalezljive bolezni ali katastrofalno spodletelih genetskih poskusih, ki spremenijo ljudi v žive mrtvece. Prvi primer za tak scenarij je Mathesonov roman Jaz sem legenda iz leta 1954, ki je med drugim služil kot navdih za Noč živih mrtvecev, le da v njem nastopajo vampirji namesto zombijev. Med sodobnejšimi deli na to temo so britanski film 28 dni kasneje (28 Days Later, 2002), TV-serija Živi mrtveci (The Walking Dead, od 2010), serija akcijskih videoiger in filmov po japonski predlogi Nevidno zlo (Resident Evil) ter strelska videoigra Left 4 Dead (2008).
Po mnenju sociologov in kritikov lahko razumemo tovrstna dela kot socialni komentar in raziskovanje aktualne družbene problematike - od ameriške gonje proti komunizmu, ki razčlovečuje posameznika (Noč živih mrtvecev), strahu pred nevarnostjo jedrske energije (Invisible Invaders, 1959) ali kakšne druge sodobne tehnologije (poleg že omenjene genske tehnologije denimo še mobilnih telefonov, ki sprožijo zombijevsko apokalipso v Kingovem romanu Mobi, 2006), zaskrbljenosti nad pretiranim potrošništvom (Zora živih mrtvecev, 2004), medetničnih ali medrazrednih napetosti (Dežela živih mrtvecev, 2005) ipd. Arhetip zombija kot razosebljenega bitja predstavlja v tovrstnih delih prazno platno, na katerega bralci oz. gledalci projicirajo svoje strahove in se tako soočajo z njimi. Ravno zaradi prilagodljive simbolike so zombiji še danes vsaj tako priljubljen element sodobnih grozljivk kot vampirji.